# Na počátku
Na počátku je obecně prospěšná společnost, původně občanské sdružení, s celostátní působností, zabývá se poskytováním sociálních služeb, které jsou určeny především těhotným ženám a matkám s dětmi v těžké situaci. 
Organizace chce být na blízku zejména těm, které otěhotněly neplánovaně a v nevhodnou dobu. Takové ženy mohou být blízkými lidmi nebo okolnostmi nuceny podstoupit potrat, i když si ho třeba samy nepřejí. Na počátku jim proto nabízí vyslechnutí, podporu i praktickou pomoc.[zdroj?]

## Historie
- 1994 Vznik občanského sdružení, zahájení poradenství
- 1996 Vznik Domova pro dětský život
- 2001 Zahájení programu následné podpory klientek
- 2004 Zprovoznění Bytů na půl cesty (dnes Byty Na počátku)
- 2007 Registrace sociálních služeb v souvislosti se vznikem zákona o sociálních službách
- 2013 Přeměna Na počátku z občanského sdružení na obecně prospěšnou společnost
- 2014 Získání značky Spolehlivá veřejně prospěšná organizace

## Služby
- Poradna Na počátku (Odborné sociální poradenství)
- Domov pro dětský život (Azylový dům s utajenou adresou)
- Byty Na počátku (Azylové bydlení)

## O Na počátku
Poradna Na počátku - nachází se v Brně v ulici Soběšická 560/60. Poskytuje odborné poradenství těhotným ženám, které se v důsledku svého těhotenství dostaly do tíživé životní situace. Poradna je současně jediným kontaktním místem pro přijímání do azylového domu, jehož provozovatelem je též společnost Na počátku.
Domov pro dětský život - Azylový dům poskytuje azylové ubytování a sociální program těhotným ženám v tísni, které si přejí své dítě donosit, ale ve svém přirozeném prostředí k tomu nemají podmínky.
Byty Na počátku - Posláním azylového bydlení, které poskytuje organizace Na počátku, je nabídnout pomoc spojenou s přechodným ubytováním matkám a jejich dětem.
Na počátku, o. p. s. je od 23. 9. 2014 držitelem označení Spolehlivá veřejně prospěšná organizace.
Více na www.znackaspolehlivosti.cz